# Barmbeker Stichkanal
El Barmbeker Stichkanal o canal d'enllaç de Barmbek és un canal a Barmbek-Nord a la ciutat d'Hamburg a Alemanya. Connecta el port de l'Stadpark, l'Osterbek i el Goldbek amb l'Alster i el port d'Hamburg a la riba de l'Elba.

## Canal industrial
La companyia  Hamburger Hochbahn AG (HHA) va estrènyer el canal al 1907. La HHA va construir-lo per a poder evacuar les terres que provenien de la construcció de la metropolitana al centre de la ciutat i transportar-les per a elevar els talussos als trams a la zona encara rural de la xarxa, als quals el metro circula de forma aèria.
Al final septentrional del canal la companyia nacional de ferrocarrils prussiana va construir una estació de mercaderies i la HHA l'estació de formació, els tallers i el central elèctric. Petites barcasses portaven el carbó pel canal, que servia també per a aprovisionar la central amb aigua de refrigeració. Junt amb el canal del Goldbek va eixamplar-se als anys 1910-1915 per a connectar el barri rural de Barmbek que s'industrialitzava a correcuita amb el port a l'Elba.

## El canal com lloc de recreació urbana
A poc a poc el canal va perdre el seu paper econòmic. Ja al 1934 la central va desmuntar-se. Després de la segona guerra mundial, el ferrocarril i sobretot el transport per camió van fer el canal inútil. L'estació bimodal de mercaderies va tancar-se a la fi del segle xx. La ciutat va atrapar la zona i la indústria pesant va tancar-se o migrar al port, accessible a vaixells marítims de tonatge molt més gran que les barcasses tradicionals. La natura va reconquerir la zona i el senat d'Hamburg va llistar el canal i els seus marges com a monument.
La companyia ferroviària Deutsche Bahn va fer una operació immobiliària interessant en urbanitzar les noves hectàrees de l'antiga estació als quals la proximitat de la zona verda llistada del canal i el parc de la ciutat van donar una atractiu suplementari. Un club esportiu hi té la seva casa de barquetes. L'aigua és zona de pesca lliure. S'hi pesquen entre altres abramis, bagres, lluços de riu, sanders, pèrcids, anguíl·lids i peixos blancs.
L'agost de 2008, una estació de servei d'hidrogen va obrir-se a l'atracador de la HHA situat al canal per a servir les piles de combustibles d'un Alsterdampfer batejat Alsterwasser, un zemship que pot transportar fins a 100 passatgers als llacs i rius navegables de la ciutat, una estrena mundial.

## Galeria

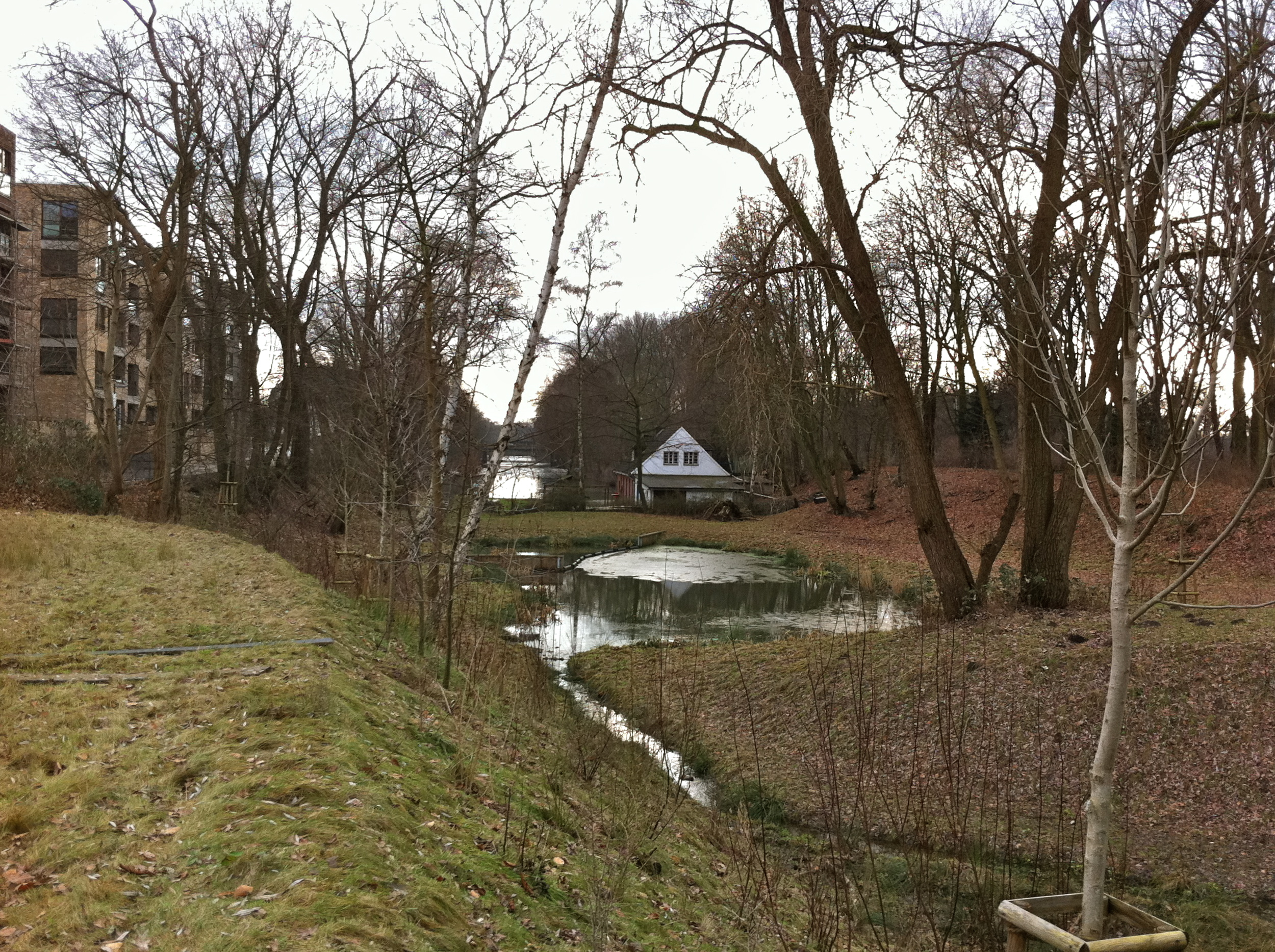
L'entrada i la casa de barquetes
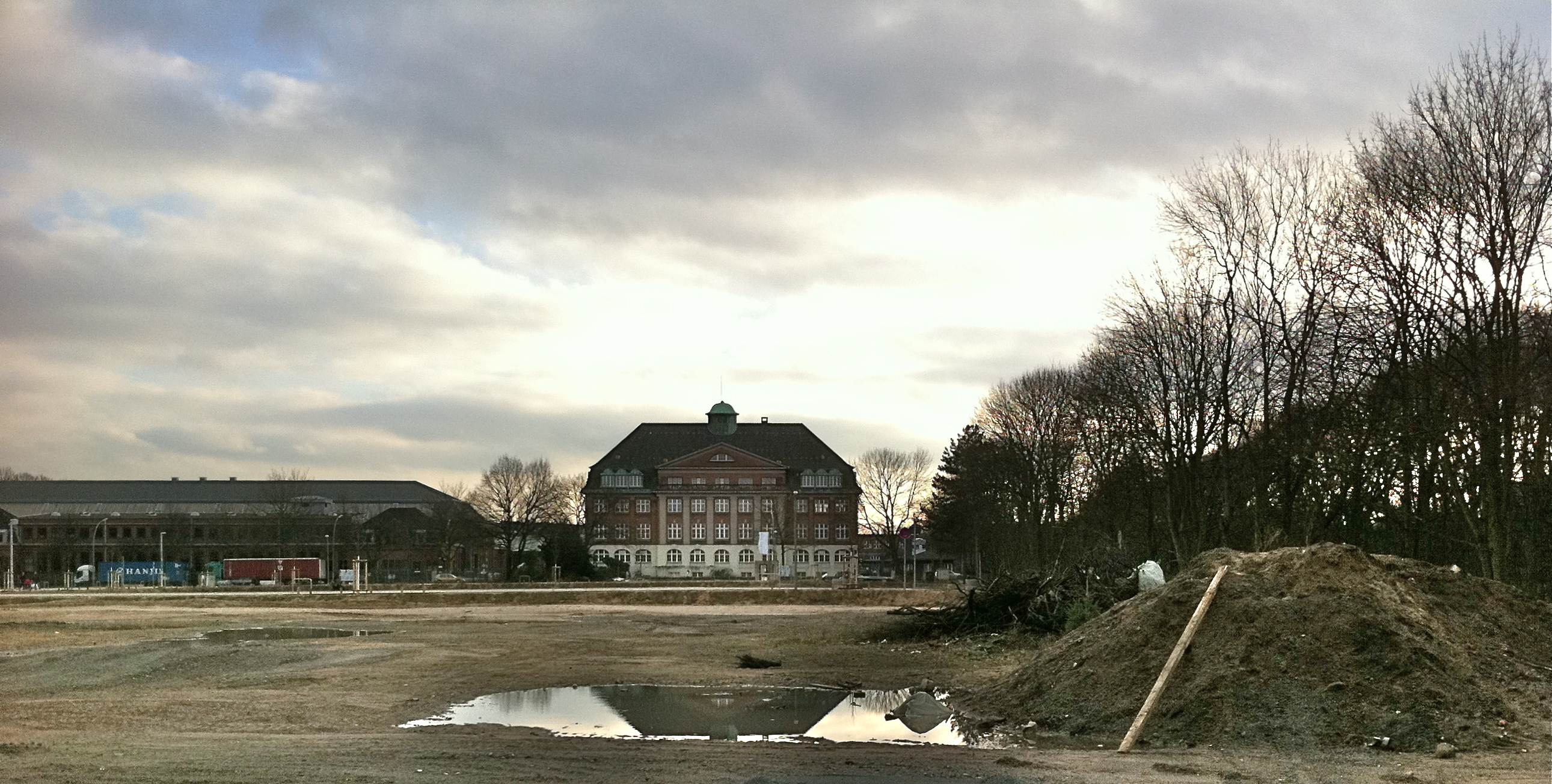
La terra erma de l'antiga estació de mercaderies, l'antiga seu de la HHA i el canal a la dreta
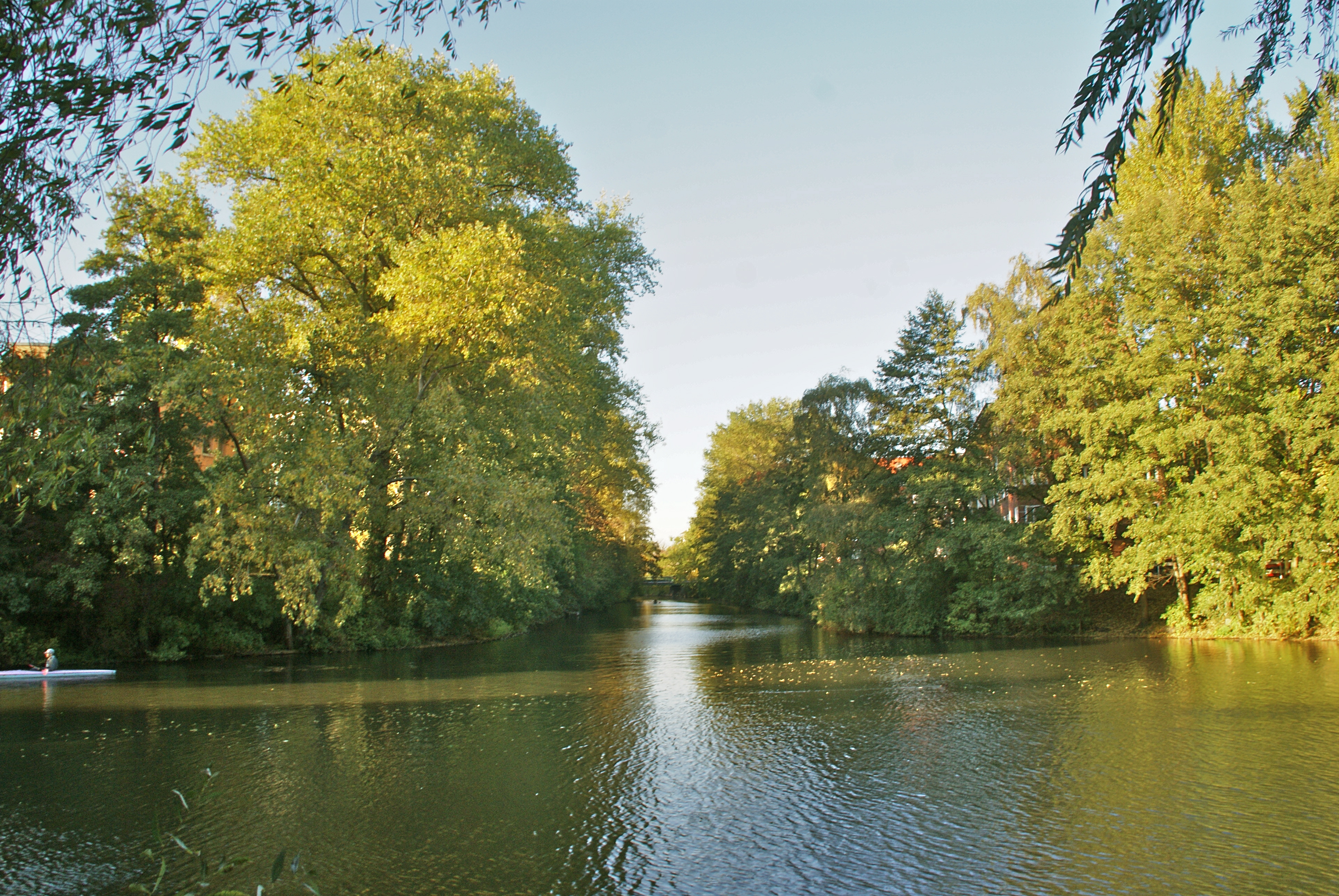
L'enllaç amb l'Osterbek
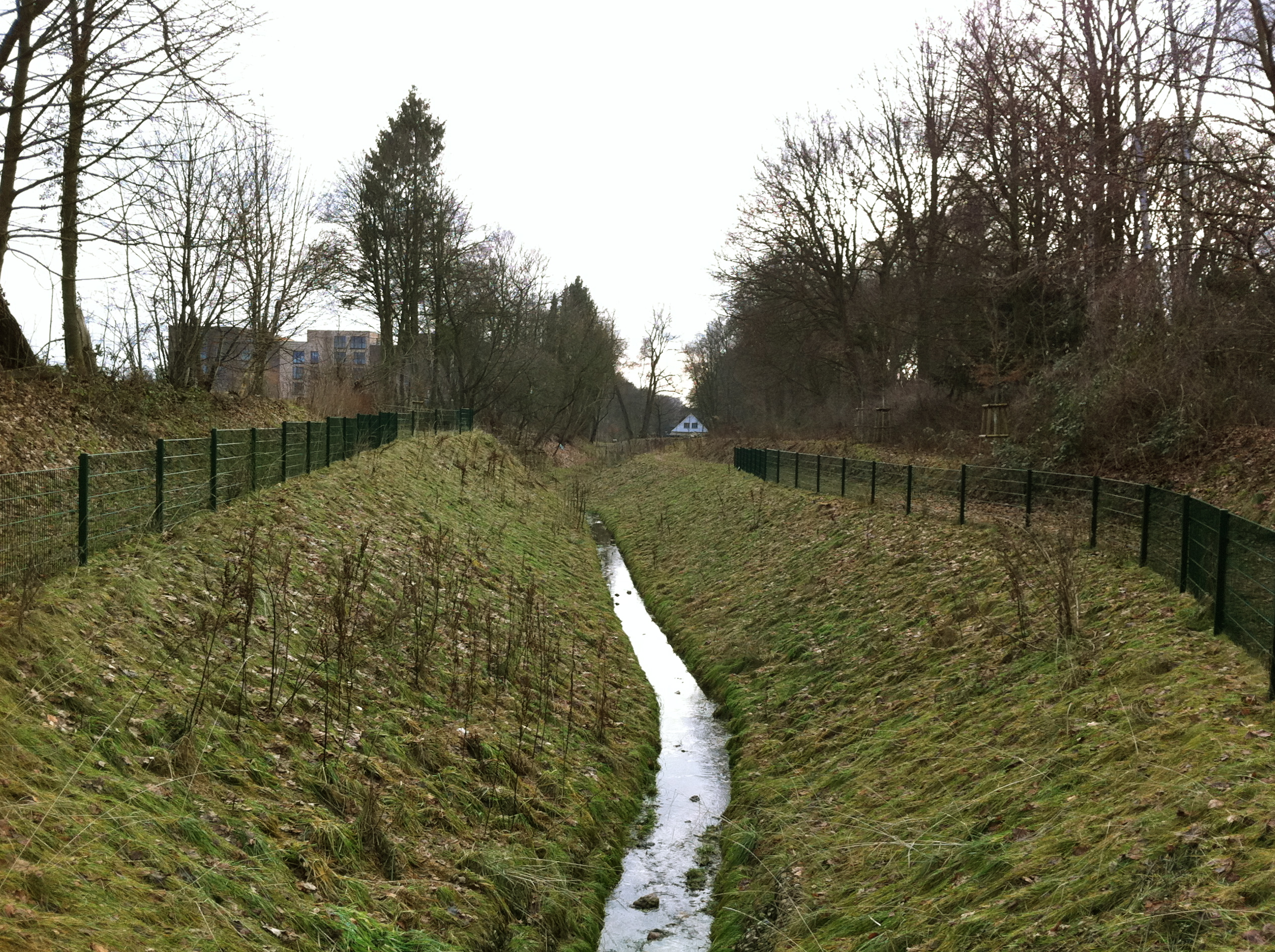
L'entrada
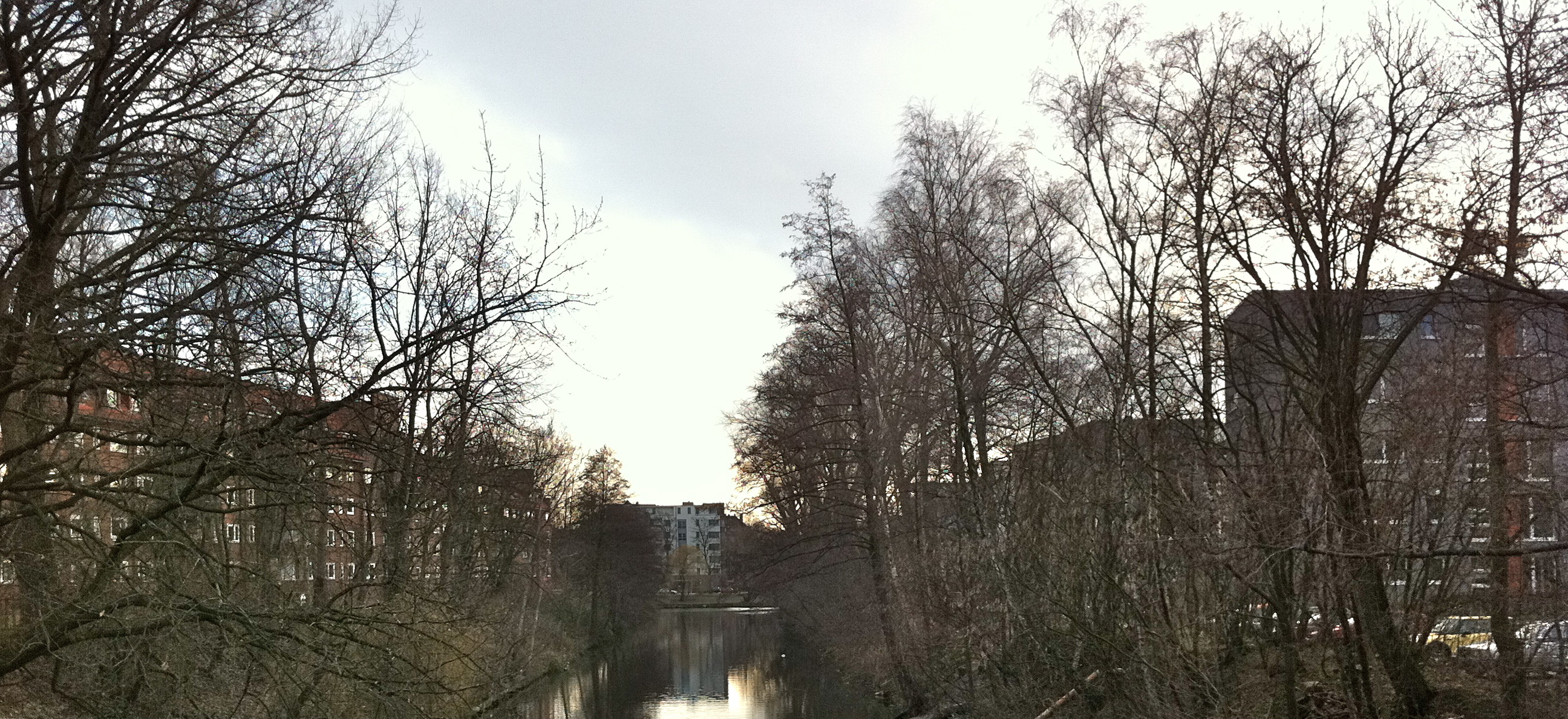
El canal vers l'enllaç amb l'Osterbek
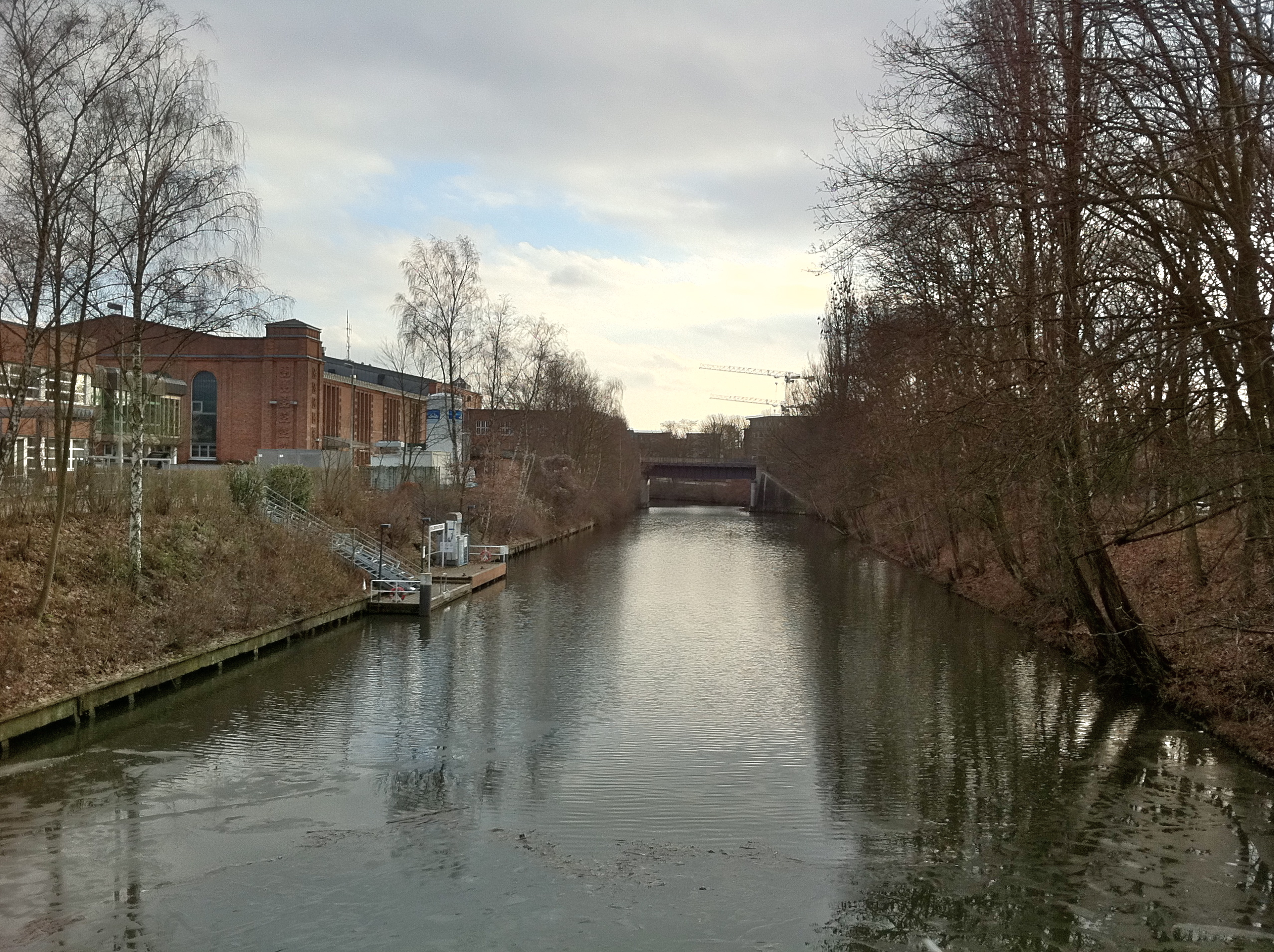
Els darreres edificis industrials
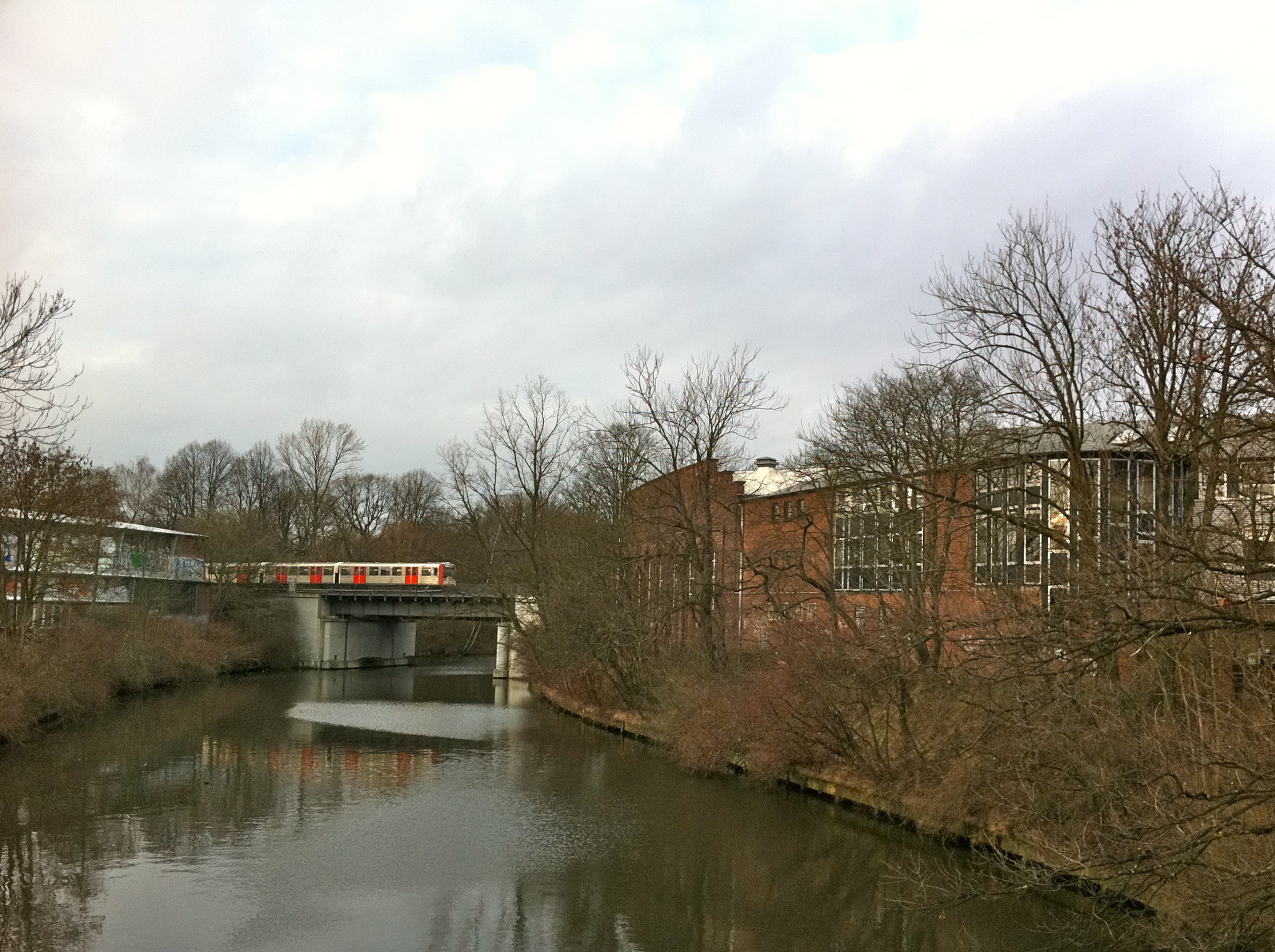
El pont de la línia U3 del metro
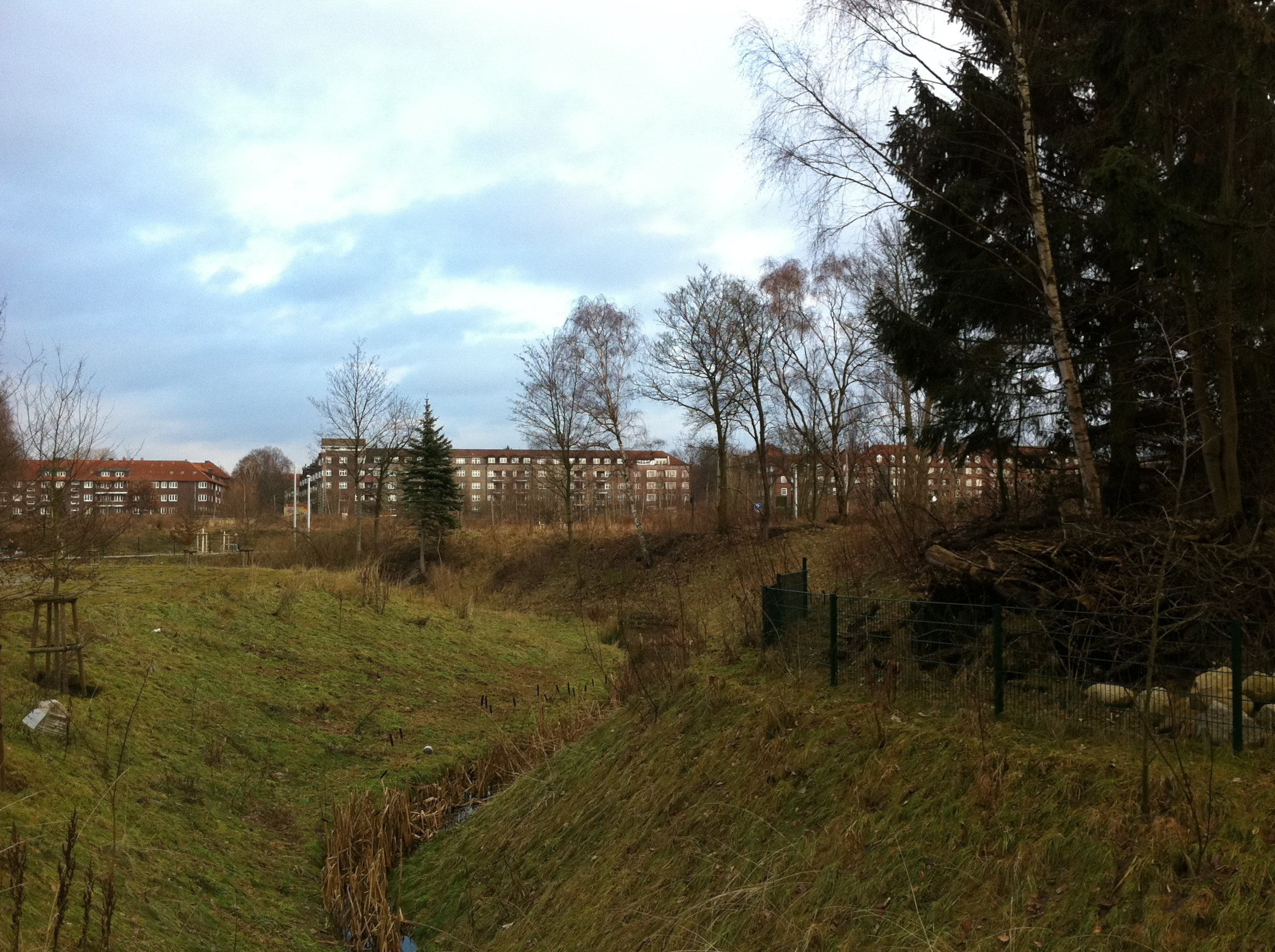
L'entrada